# Silver Meteor
Le Silver Meteor (météore argent) est un train de voyageurs des États-Unis effectuant les 1 389 milles (2 235 km) entre les villes de New York, sur la Côte Est, et Miami en Floride, via Washington, DC, Richmond, Fayetteville, Charleston, Savannah, Jacksonville et Orlando.
Mis en service en 1939 par la Seaboard Air Line (SAL), c'est un train exploité par Amtrak.

## Histoire
Le Silver Meteor était à l'origine un train de chemin de fer qui appartenait à la compagnie Seaboard Air Line (SAL), mis en service le 2 février 1939. Le "Silver Meteor" était le nom gagnant d'un jeu gagné par un jeune afro-américain du nom de James Talley Harvey de l'état de Virginie. Le train était exploité entre New York, l'État de New York et de Washington, DC, par la Pennsylvania Railroad. Entre Washington et Richmond, il a utilisé les voies du chemin de fer de Richmond, Fredericksburg et Potomac, détenue conjointement par le SAL et cinq autres chemins de fer pour l'usage de tous. De Richmond au sud, les voies propres de la SAL a été utilisé, en cours d'exécution par l'intermédiaire de Raleigh, en Caroline du Nord, Columbia, Caroline du Sud, Savannah, en Géorgie, Jacksonville, en Floride et à Ocala, en Floride. Jusque dans les années 1960, le Silver Meteor était divisée à Wildwood (Floride), en Floride, avec une section en continuant à Miami, en Floride, et l'autre portion jusqu'à Saint-Pétersbourg et Sarasota, sur la côte ouest de la Floride.

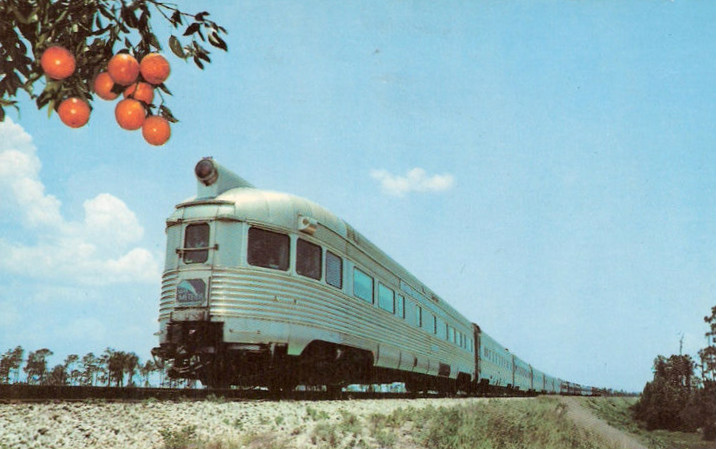
"Silver Meteor" en 1963
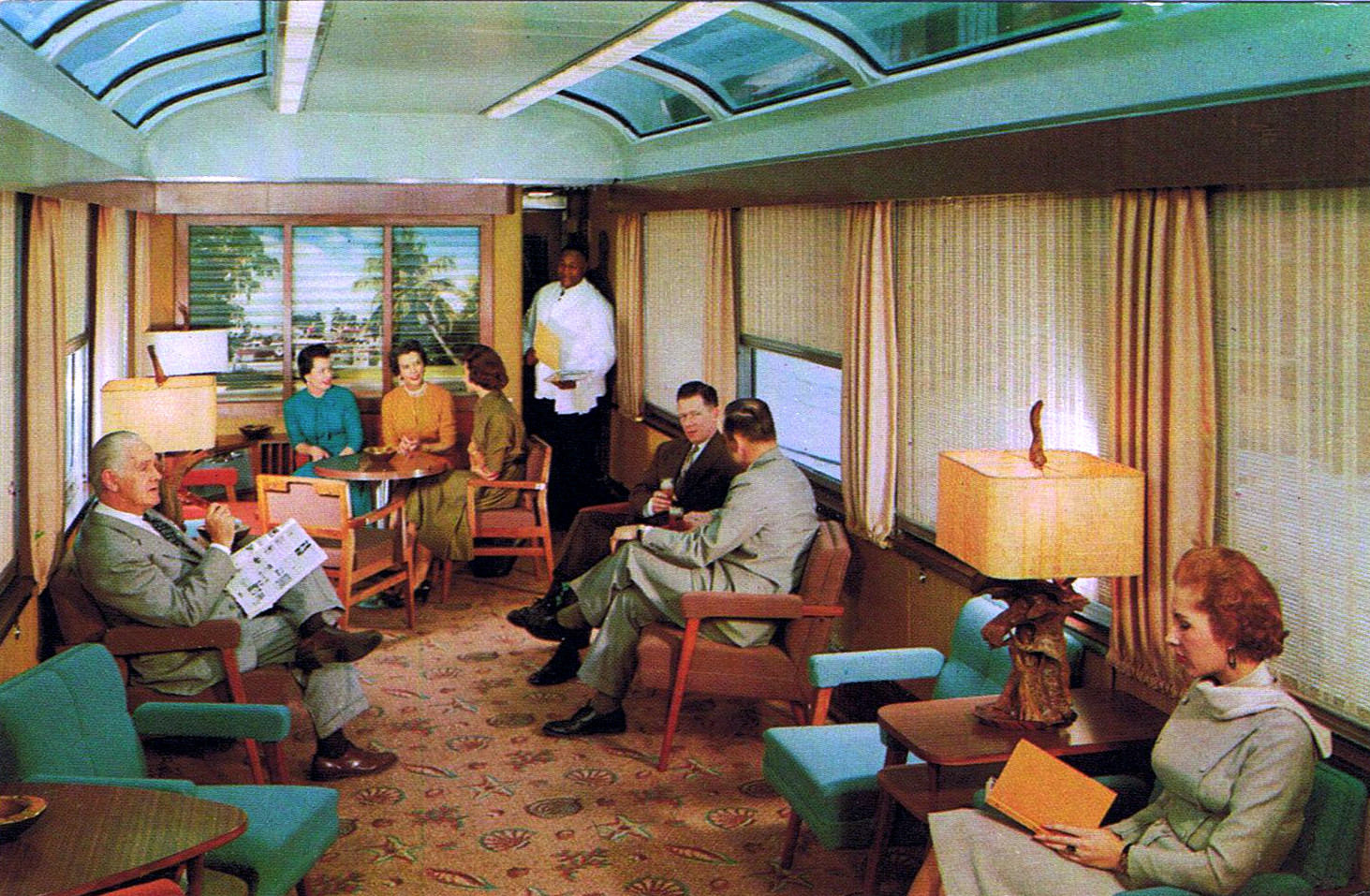
Salon première classe, en 1964.

## Caractéristiques

### Parcours

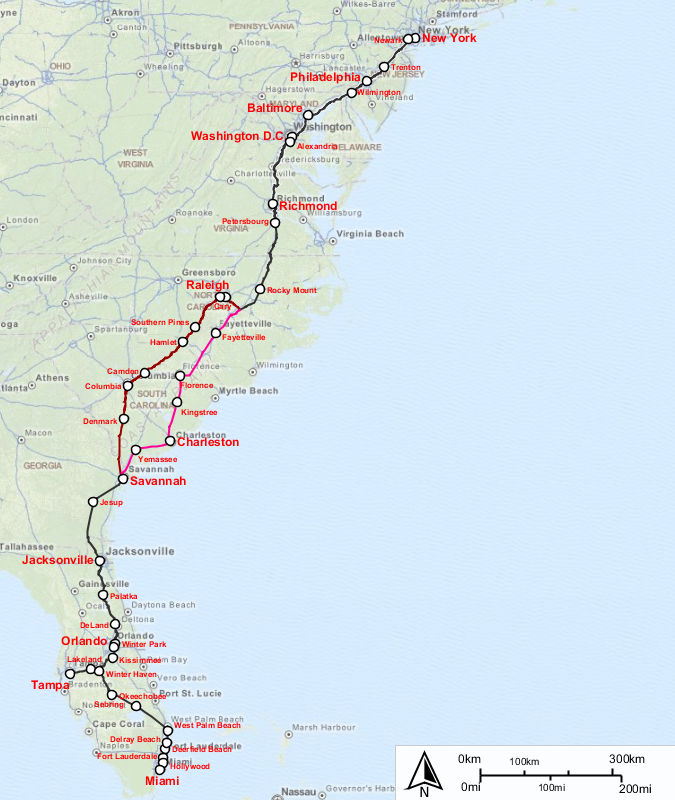
Tracé du parcours

Le Silver Meteor circule sur les lignes d'Amtrak, de CSX Transportation et de Norfolk Southern

### Matériel roulant
Le Meteor Silver utilise une variété de locomotives différentes. Sur le Northeast Corridor au nord de Washington (district de Columbia), il utilise l'une des locomotives électriques d'Amtrak, le EMD AEM-7 et HHP-8. Au sud de Washington, il utilise deux locomotives diesel électriques P42DC.
Un train type du Silver Meteor se compose des véhicules suivants:
- GE P42DC #49
- GE P42DC #91
- Heritage baggage car #1135
- Viewliner sleeper #62036
- Viewliner sleeper #62041
- Viewliner sleeper #62027
- Viewliner sleeper #62053
- Heritage wagon-restaurant #8502
- Amfleet cafe #28003
- Amfleet II coach #25047
- Amfleet II coach #25009
- Amfleet II coach #25032
- Amfleet II coach #25051
- Amfleet II coach #25069

- 1 Baggage car
- 3 Viewliner Sleeping cars
- 1 Heritage Diner
- 1 Amfleet II Cafe
- 4-5 Amfleet II Coaches